# Sordevolo
Sordevolo (piemontiul: Sordèivo) település Olaszországban, Piemont régióban, Biella megyében. Lakosainak száma 1296 fő (2023. január 1.). Sordevolo Biella, Graglia, Lillianes, Muzzano, Occhieppo Superiore és Pollone községekkel határos.

## Népesség
A település lakossága az elmúlt években az alábbi módon változott:
| Lakosok száma | 1369 | 1367 | 1296 |
|               | 2017 | 2018 | 2023 |